# Löss-lehmgeprägter Tieflandbach

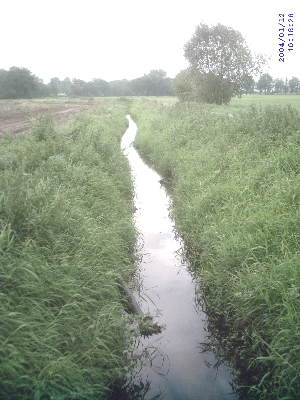
Fließgewässertyp 18: Die Willicher Fleuth

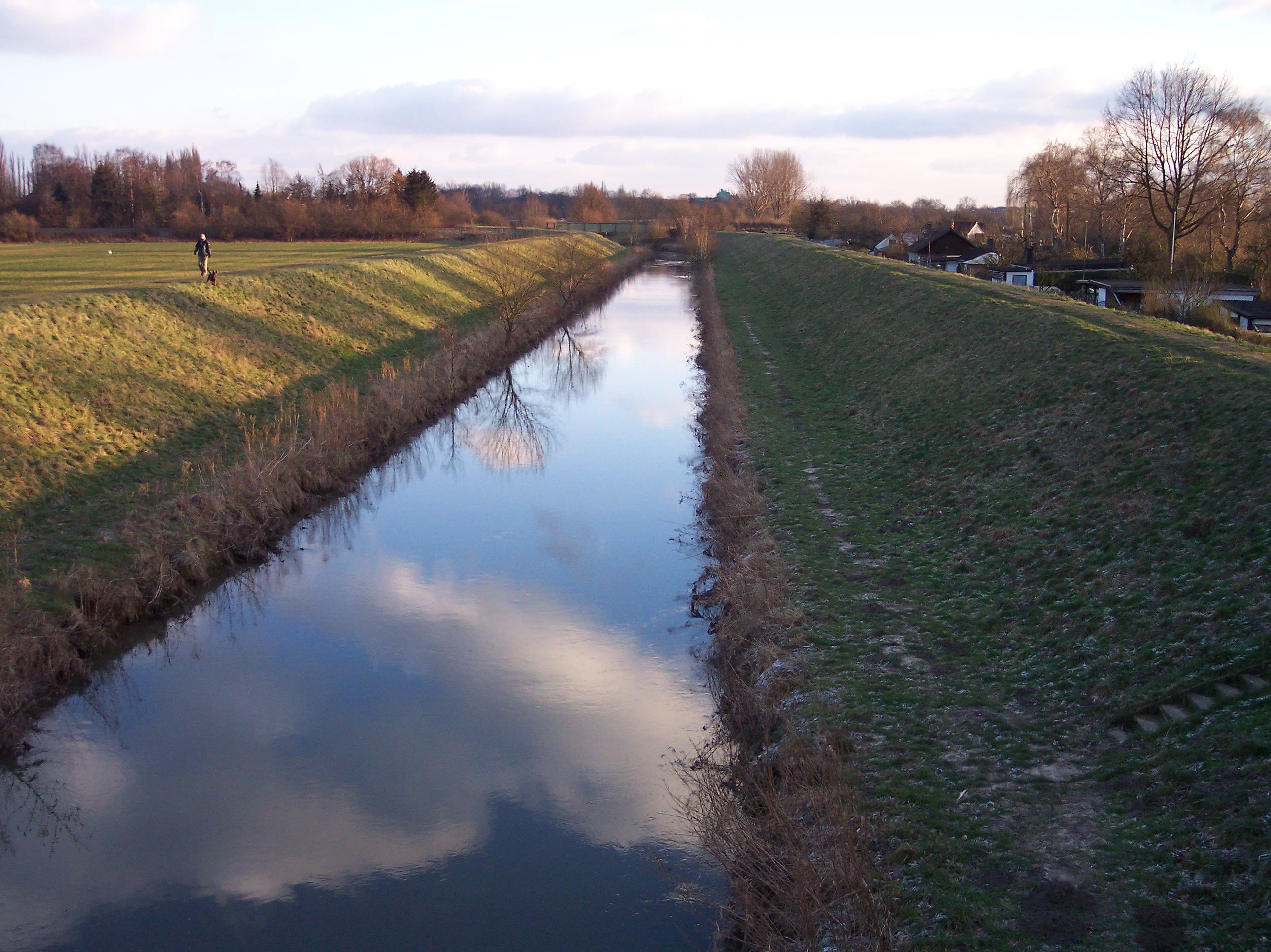
Stark begradigter lössgeprägter Bach: Die Ahse

Der Löss-lehmgeprägte Tieflandbach ist ein von der LAWA festgelegter Fließgewässertyp. Er tritt hauptsächlich in den Lössregionen sowie seltener als mehr lehmgeprägter Bach im Bereich der Grundmoräne auf.

## Gewässerstruktur
Die löss-lehmgeprägten Tieflandbäche sind die natürlicherweise am tiefsten eingeschnittenen Fließgewässer. Sie besitzen steile, an Prallhängen auch überhängende, aber trotzdem stabile Ufer. Erosion findet fast nur an der Gewässersohle statt. Die Gewässer fließen oft mit einer sehr gleichmäßigen Strömung geschlängelt bis mäandrierend in einem Muldental. Die Gewässersohle weist nur geringe Anteile an organischem Material, Mergel sowie in den Grundmoränen teilweise Kiesbänke auf. Durch das mitgeführte Material hat das Wasser häufig eine milchige, trübe Färbung. Naturnahe Bäche sind aufgrund der intensiven landwirtschaftlichen Nutzung der extrem fruchtbaren Lössgebiete sehr selten.

## Flora und Fauna
Die Artenanzahl der Wirbellosen ist aufgrund der vielen mitgeführten Sedimente gering. Vorhanden sind bestimmte Köcherfliegenlarven, Zuckmücken und, in sommertrockenen Bereichen, Eintagsfliegen.
Auch an Fischen kommen nur wenige Arten wie Gründling oder in den etwas größeren Gewässern Rotauge und Döbel. Kleine Bäche werden teilweise ausschließlich von Stichlingen besiedelt.
Wegen der ständigen Trübung des Wassers sind auch Wasserpflanzen kaum vorhanden, manchmal kommen Schwimmblattpflanzen wie das Kamm-Laichkraut vor. Auch Plankton ist nicht zu finden.

## Beispiele
- Ahse
- Hache
- Twillbäke